# See You Again (光GENJIのアルバム)
『See You Again』（シーユーアゲイン）は、光GENJI SUPER 5の2枚目、通算14枚目にしてグループ最後のオリジナル･アルバム。1995年8月19日（土曜日）にポニーキャニオンから発売された。

## 解説
ジャニーズ事務所の先輩･後輩からの寄せ書きや光GENJIの活動の軌跡をたどる秘蔵写真、メンバー5人からのメッセージ、ディスコグラフィーなどを掲載した、ハードカバー大型書籍装丁にCDが3枚同梱されている完全限定生産。Disk3は実質的に光GENJIのベスト・アルバム。
封入されているブックレットによると、3枚のCDはそれぞれ「Original Disk」「Concert Solo and Others Disk」「Self Selection Disk」と定義づけられている。

## 収録曲

### Disk 1：Original Disk
1. 永遠に一度の夏
  - 作詞：松井五郎　作曲・編曲：太田美知彦
    - 光GENJI SUPER 5
2. JACK MY DREAM
  - 作詞：MOTOMY　作曲・編曲：和泉一弥
    - 赤坂晃・佐藤敦啓
3. 雨（情熱を止められない）
  - 作詞：横山武　作曲：谷本新　編曲：田辺恵二
    - 光GENJI SUPER 5
4. Festival Tour
  - 作詞：三浦徳子　作曲・編曲：水島康貴
    - 光GENJI SUPER 5
5. EVERYDAY SUMMER DAYS
  - 作詞・作曲・編曲：MOTOMY
    - 光GENJI
6. KEEP ON RUNNIN'
  - 作詞：津田りえこ　作曲・編曲：井上日徳
    - 光GENJI SUPER 5
7. 路の上から
  - 作詞：平井森太郎　作曲・編曲：SORA
    - 諸星和己・山本淳一
8. この夏からONE WAY
  - 作詞：松井五郎　作曲：岸正之　編曲：米光亮
    - 光GENJI SUPER 5

### Disk2：Concert Solo and Others Disk
1. Real World
  - 作詞：佐藤敦啓　作曲・編曲：浜田敏希
    - 佐藤敦啓ソロ
2. Morning
  - 作詞：佐藤敦啓　作曲：谷本新　編曲：米光亮
    - 佐藤敦啓ソロ
3. Still I Love You
  - 作詞：MITSUKO　作曲：大島賢治　編曲：L.B&G
    - 赤坂晃ソロ
4. HEEBI-JEEBIES
  - 作詞・作曲：船越敬司　編曲：金山徹
    - 山本淳一ソロ
5. COUNT DOWN
  - 作詞：松井五郎　作曲：岡崎敏之・土橋雅樹　編曲：米光亮
    - 諸星和己ソロ
6. LONELY FUGITIVE -終わりなき疾走-
  - 作詞：船越敬司　作曲・編曲：金山徹
    - 内海光司ソロ
7. Diamondハリケーン
  - 作詞：田口俊　作曲：井上ヨシマサ　編曲：水島康貴
    - 山本淳一・赤坂晃
8. ガラスの十代
  - 作詞・作曲：飛鳥涼　編曲：田辺恵二
    - 赤坂晃・山本淳一
9. STAR LIGHT
  - 作詞：飛鳥涼　作曲：チャゲ&飛鳥　編曲：井上日徳
    - 佐藤敦啓・山本淳一・赤坂晃

### Disk3：Self Selection Disk
1. 2.5.7
  - 作詞・作曲：諸星和己　編曲：小西貴雄
2. 君とすばやくSLOWLY
  - 作詞：原真弓　作曲：大門一也　編曲：大門一也・水島康貴
3. Dancing Love
  - 作詞：内海光司　作曲：山口美央子　編曲：金山徹
4. 風の歌声に耳をすまして
  - 作詞：谷亜ヒロコ　作曲：佐藤健　編曲：水島康貴
5. THE WINDY
  - 作詞・作曲：飛鳥涼　編曲：佐藤準
6. STAR LIGHT
  - 作詞：飛鳥涼　作曲：チャゲ&飛鳥　編曲：佐藤準
7. いつか きっと･･･
  - 作詞・作曲：飛鳥涼　編曲：佐藤準
8. パラダイス銀河
  - 作詞・作曲：飛鳥涼　編曲：佐藤準
9. B.C.物語
  - 作詞：森田由美　作曲：和泉常威　編曲：新川博
10. ガラスの十代
  - 作詞・作曲：飛鳥涼　編曲：佐藤準
11. 傷ついた世代
  - 作詞：内海光司　作曲：山口美央子　編曲：米光亮
12. PLEASE
  - 作詞・作曲：飛鳥涼　編曲：佐藤準
13. I'LL BE BACK
  - 作詞：康珍化　作曲：後藤次利　編曲：後藤次利・新川博